# Церковь Святого Петра (Борнхольм)
Церковь Святого Петра на Борнхольме — романская приходская церковь в шести километрах на восток от города Окиркебю на острове Борнхольм, Дания. Является старейшей сохранившейся церковью Борнхольма.

## История
Церковь Святого Петра, считающаяся старейшей на Борнхольме, была построена между X и XI веками. Первое письменное упоминание о ней относится к 1429 году. Есть свидетельства того, что алтарь является самой старой частью здания и, вероятно, какое-то время стоял отдельно.

## Архитектура
В основе здания лежит романский неф и алтарь в апсиде, сделанные из местного известняка. Маловыразительная башня в западной части нефа возможно была пристроена в конце 16 века, хотя она впервые упоминается в 1624 году. Крыльцо на южном фасаде было сделано в 1864 году, несомненно повторяя раннее романское на том же месте. В апсиде были окна, но сейчас они заложены. Неф имел по два окна на каждой стороне (с севера и с юга), но сейчас осталось лишь одно в северо-западной части здания.

## Интерьер
Кроме купели для крещения, которая была сделана в Готланде в поздний романский период (около 1575), другое оснащение сравнительно новое. Алтарь был переделан в 1854 и украшен в 1876 алтарной картиной Кристиана Андересена "Христос и Хананеянка". Кафедра была сделана в 1845 Андерсом Йенсеном. В 1968 был поставлен орган фирмы Фробениуса Оргельбиггери.